# 布尔伯兰
布尔伯兰（法語：Bourberain，法語發音：[buʁbəʁɛ̃]）是法国科多尔省的一个市镇，位于该省东北部，属于第戎区。

## 地理
布尔伯兰（47°30'1"N, 5°17'46"E）面积30.71 平方千米，位于法国勃艮第-弗朗什-孔泰大區科多尔省，该省份为法国中东部省份，北起奥布省，西接涅夫勒省和约讷省，南至索恩-卢瓦尔省，东南接汝拉省，东临上索恩省，东北部与上马恩省接壤。
与布尔伯兰接壤的市镇（或旧市镇、城区）包括：沙泽伊、贝兹、韦罗讷、当皮埃尔和弗莱、方丹弗朗赛斯、吕克斯。

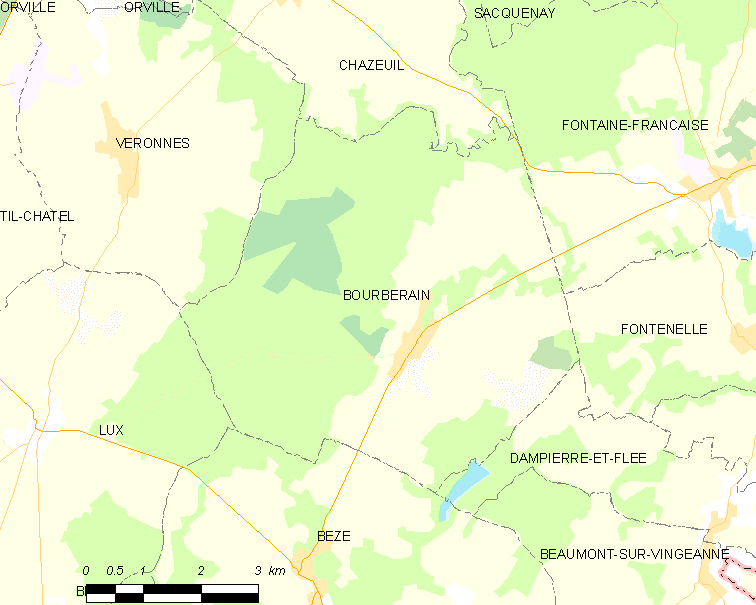
布尔伯兰的OSM定位图

布尔伯兰的时区为UTC+01:00、UTC+02:00（夏令时）。

## 行政
布尔伯兰的邮政编码为21610，INSEE市镇编码为21094。

## 政治
布尔伯兰所属的省级选区为圣阿波利奈尔县。

## 人口

1962-2008年间布尔伯兰人口变化图示

布尔伯兰于2022年1月1日时的人口数量为388人。